# 三笑亭吾妻
三笑亭 吾妻（さんしょうてい あずま）は、上方落語の名跡。現在は空き名跡となっている。
- 初代三笑亭吾妻 - 後の上方初代三笑亭芝楽。
- 2代目三笑亭吾妻 - 本項にて記述。

2代目 三笑亭 吾妻（生没年不詳）は、本名: 本名不詳。享年不詳。実の子が小妻から2代目芝楽を名乗った。
- 生まれは明治以前幕末ころの生まれでかなり古い経歴の持ち主。
- 芝楽の弟子になるまでの前半生のことがまったく判っておらず上方に居なかったらしい。また、入門時期もはっきりしていない。
- 最初は芝楽の桂文光時代の弟子と思われるがそのころの入門で光枝と名乗ったという。
- 1904年ころ
  - はじめて史料などの記録に出てきて京都の寄席で音曲を披露していたという。
  - そのころに三笑亭芝橘と改名した。
- 翌年ころに2代目吾妻を襲名したが師匠が引退したため引き立て役がいなくなり一流の寄席に出られなくなり端席が中心となった。
- 大正に入り実の子小妻と共に松旭会や三仲会の諸芸の一座を組織し落語や手踊りを披露していた。
- その後芝橘に復名。
- 昭和14年後まで健在だったが没年不詳。
  - その頃は80歳ぐらいで長命だったという。